# Композиция с цветными плоскостями и серыми линиями
Композиция с цветными плоскостями и серыми линиями (англ. Composition with Color Planes and Gray Lines 1) — картина голландского художника Пита Мондриана, одного из основоположников абстрактной живописи, написанная в 1918 году.